# Fahrzeugsegment (Europäische Kommission)
Die Europäische Kommission hat für wettbewerbsrechtliche Marktabgrenzungen (Marktanteilsberechnungen) folgende Fahrzeugsegmente für Personenkraftwagen definiert. Diese sind jedoch nicht zu verwechseln mit den EG-Fahrzeugklassen für technische Belange.
Bei dieser Einteilung entfällt im Vergleich zur Einteilung des deutschen Kraftfahrt-Bundesamtes die Kompaktklasse, die hier als Mittelklasse bezeichnet wird. Dadurch erhalten die folgenden Kommissions-Fahrzeugsegmente die Bezeichnung des nächsthöheren KBA-Fahrzeugsegments und darüber das Fahrzeugsegment der Luxusklasse:
| Bezeichnung EU-Kommission                                                  | Beispiele              | Bezeichnung KBA       | Beispiele              |
| -------------------------------------------------------------------------- | ---------------------- | --------------------- | ---------------------- |
| A: Kleinstwagen                                                            | Smart                  | Minis (Kleinstwagen)  | VW up!                 |
| B: Kleinwagen                                                              | Ford Fiesta            | Kleinwagen            | VW Polo                |
| C: Mittelklasse                                                            | VW Golf                | Kompaktklasse         | VW Golf                |
| D: Obere Mittelklasse                                                      | Volvo S60              | Mittelklasse          | VW Passat              |
| E: Oberklasse                                                              | BMW 5er                | Obere Mittelklasse    | Audi A6                |
| F: Luxusklasse                                                             | Mercedes-Benz S-Klasse | Oberklasse            | Audi A8                |
| S: Sportwagen                                                              | Porsche 911            | Sportwagen            | Porsche 911            |
| M: Multivan                                                                | Renault Espace         | Minivan               | Mercedes-Benz B-Klasse |
| M: Multivan                                                                | Renault Espace         | Großraumvan           | VW Sharan              |
| J: Sport Utility Vehicle (SUV; einschließlich Fahrzeuge mit Allradantrieb) | Suzuki Vitara          | Sport Utility Vehicle | BMW X1                 |
| J: Geländewagen                                                            | Land Rover Defender    | Geländewagen          | Mercedes-Benz G-Klasse |

## Referenzen
1. ↑  Europäische Kommission, 'Leitfaden' 2002 zum Kraftfahrzeugvertrieb und -Kundendienst in der Europäischen Union (PDF; 285 kB) S. 82 Fußnote 196; unter Bezugnahme auf die Rechtssachen zu den Unternehmenszusammenschlüssen (M = „Merge“): M.416 BMW/Rover und M.1452 Ford/Volvo.